# Göynücek (district)
Göynücek is een Turks district in de provincie Amasya en telt 13.425 inwoners (2007). Het district heeft een oppervlakte van 578,2 km². Hoofdplaats is Göynücek.
De bevolkingsontwikkeling van het district is weergegeven in onderstaande tabel.
| 1997   | 2000   | 2007   |
| ------ | ------ | ------ |
| 17.812 | 17.614 | 13.425 |